# Symbiosis - Uniti per la morte
Symbiosis - Uniti per la morte (Like Minds) è un film del 2006 diretto da Gregory J. Read, con protagonisti Eddie Redmayne e Tom Sturridge.
In Italia, il film è uscito nel 2007 ed è stato vietato ai minori di 14 anni.
Negli Stati Uniti, il film è uscito in DVD con il titolo Murderous Intent.

## Trama
Inghilterra: il diciassettenne Alex Forbes è fortemente sospettato dell'omicidio di Niger Colby, suo coetaneo e compagno di college e ultima vittima di una serie di delitti o di strani incidenti. Alla psicologa Sally Rowe spetta il compito di scavare nella sua mente per scoprire la verità:  dal racconto di Alex emergerà che Niger aveva una personalità fortemente disturbata, che tuttavia riusciva ad avere un forte ascendente sulla sua, tanto che tra i due si era instaurato un morboso e strano rapporto di "simbiosi mentale" che li aveva portati a compiere degli atti criminosi.